# Heinrich Christian Jung
Heinrich Christian Jung (* 1896 in Steinhagen; † 1959 ebenda) ist Gründer der Jung Pumpen GmbH und war Ehrenbürger der Gemeinde Steinhagen.

## Werdegang
Am 1. September 1924 erwarb Jung für 3500 Reichsmark ein 7000 m² großes Stück Land und errichtete darauf eine kleine Werkstatt. Er begann mit der Konstruktion einer handbetriebenen Güllepumpe, die er sich kurz nach Fertigstellung patentieren ließ und in Kleinserie anfertigte. Die Besonderheit der sogenannten „Jung-Pumpe“, war, dass sie im Vergleich zu den bisherigen Pumpen völlig wartungsfrei war und teilweise in kleineren Betrieben bis heute eingesetzt wird. Das Patent wurde im Laufe der folgenden Jahrzehnte stetig verbessert und von größeren Herstellern, wie z. B. Bosch, übernommen. Durch die Einnahmen konnte Heinrich Christian Jung seinen Betrieb vergrößern und sich auf andere Pumpenarten konzentrieren, so dass er das kleine westfälische Unternehmen zum Weltmarktführer der Pumpenindustrie führte.
Die Gemeinde Steinhagen ernannte Heinrich Cristian Jung im Jahre 1948 wegen seiner Verdienste für die Stadt zum Ehrenbürger. Bis zu seinem Tod im Jahr 1959 lebte er mit seiner Frau auf dem Werksgelände, der Jung Pumpen Fabrik. Die Villa wurde später aufwändig saniert und zu einem Pumpen-Museum und Schulungszentrum für SHK-Betrieb umfunktioniert.
Sein Unternehmen wurde später vom Konzern Pentair übernommen, jedoch unter bisherigem Namen weitergeführt.